# Battaglia di Vihiers

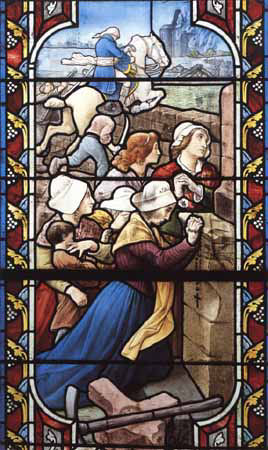
Vetrata della chiesa di Vihiers che illustra la fuga del generale Santerre durante la battaglia del 18 luglio 1793

La battaglia di Vihiers è stata una battaglia della prima guerra di Vandea combattuta il 18 luglio 1793 a Vihiers.

## La battaglia
Dopo la vittoria a Martigné-Briand, il generale Jacques Marguerite Pilotte de La Barollière si era fermato con le sue truppe a Vihiers, inviandone però un gruppo ad attaccare Coron, questi però si scontrarono con i 600 uomini del barone di Keller, un gruppo di soldati professionisti svizzeri e tedeschi che avevano abbandonato l'esercito repubblicano. Questi riuscirono a sconfiggere la colonna repubblicana che poi fuggì tornando a Vihiers.
Il giorno seguente 10 000 vandeani si riunirono a Coron senza però un comandante, infatti i principali generali dell'Esercito cattolico e reale era a Châtillon per eleggere il nuovo generalissimo dopo la morte di Jacques Cathelineau, avvenuta il 14 luglio, per le ferite riportate dopo la battaglia di Nantes.
Don Bernier allora incoraggiò i generali Henri Forestier e Piron de La Varenne a prendere il comando e così a mezzogiorno del 18 luglio attaccarono Vihiers scontrandosi con i battaglioni repubblicani di Santerre che però fuggì con le sue truppe senza combattere.